# Alcalá de Moncayo

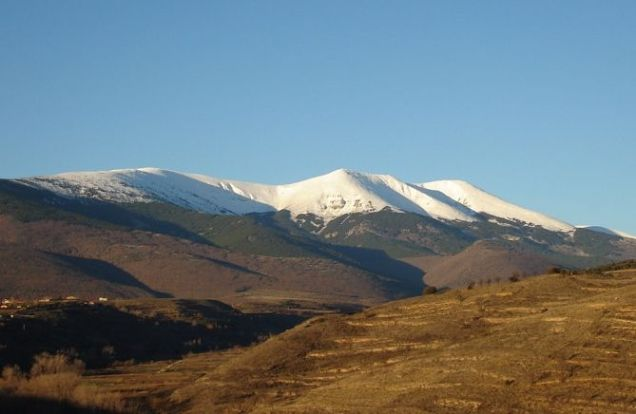
El Moncayo vist des d'Alcalá de Moncayo.

Alcalá de Moncayo és un municipi d'Aragó situat a la província de Saragossa i enquadrat a la comarca de Tarassona i el Moncayo.